# Gauliga Thüringen
Die Gauliga Thüringen (auch 1. Klasse Thüringen) war eine der obersten Fußballligen des Verbandes Mitteldeutscher Ballspiel-Vereine (VMBV). Sie wurde 1905 gegründet und bestand bis zur Aufteilung in die gebietsmäßig kleineren Gauligen Nordthüringen und Ostthüringen 1909. Der Sieger qualifizierte sich für die Endrunde der mitteldeutschen Fußballmeisterschaft.

## Überblick
Am 10. Verbandstag des VMBV am 4. Februar 1905 wurde die endgültige Aufnahme weiterer Verbände, unter anderem des Verbandes Thüringer Fußball-Vereine, in den VMBV beschlossen. Der Thüringer Verband spielte die Spielzeit 1904/05 zu Ende und wurde ab der folgenden Saison in den neu geschaffenen Gau Thüringen des VMBV eingegliedert. Anfangs hatte die Gauliga jedoch nur den Status einer unterklassigen Liga, so dass sich der Sieger der Liga nicht für die mitteldeutsche Fußballendrunde qualifizierte. Erst zur Spielzeit 1907/08 erhielt der Gau Thüringen den Status einer 1. Klasse, von da an nahm der Gaumeister Thüringens an der mitteldeutschen Fußballendrunde teil. 
Durch hinzukommen immer neuer Vereine und zur Vermeidung von Kosten auf Grund von Anfahrtswegen etc. wurde die Liga in der Spielzeit 1908/09 in drei Bezirke aufgeteilt, die jeweiligen Bezirkssieger spielten dann im K.-o.-System den Gaumeister aus. 1909 wurde das Gebiet dann endgültig geteilt und es entstanden die Gauliga Nordthüringen und die Gauliga Ostthüringen. Mit der Kreisliga Thüringen gab es ab 1919 wieder eine oberste Fußballliga über das komplette Thüringer Verbandsgebiet.
Die beiden als 1. Klasse ausgetragene Meisterschaften konnte sich der SC Erfurt sichern.

## Einordnung
Während der SC Erfurt bei seiner ersten Teilnahme an der mitteldeutschen Fußballendrunde noch im Viertelfinale mit 2:6 am Magdeburger FC Viktoria 1896 scheiterte, konnte Erfurt 1908/09 nach Siegen über den Chemnitzer BC (3:1) und den Dresdner SC (7:2 im Wiederholungsspiel) ins Finale vorstoßen. Das am 9. Mai 1909 ausgetragene Finale gewann Erfurt knapp mit 5:4 gegen den Halleschen FC 1896. Dadurch qualifizierte sich  Erfurt für die Deutsche Fußballmeisterschaft 1908/09, bei der der Verein das Halbfinale erreichte.
Nach der Aufsplittung in die Gauligen Nord- und Ostthüringen konnten die Vereine nicht nochmal die mitteldeutsche Fußballmeisterschaft gewinnen.

## Meister der Gauliga Thüringen 1908–1909
| Jahr    | Gaumeister Thüringen | Abschneiden mitteldt. Meisterschaft a | Mitteldeutscher Meister |
| ------- | -------------------- | ------------------------------------- | ----------------------- |
| 1907/08 | SC Erfurt            | Viertelfinale (1)                     | Wacker Leipzig          |
| 1908/09 | SC Erfurt            | Sieger                                | SC Erfurt               |

## Rekordmeister
Rekordmeister der Gauliga Thüringen ist der SC Erfurt, der den Titel zwei Mal gewinnen konnten.
|  | Verein    | Titel | Jahr             |
|  | --------- | ----- | ---------------- |
|  | SC Erfurt | 2     | 1907/08, 1908/09 |

## Ewige Tabelle
Berücksichtigt sind alle überlieferten Spielzeiten der 1. Klasse Thüringen von 1905 bis 1909. In der Spielzeit 1907/08 kam es zu zwei Spielen, die als Niederlage für beide Vereine gewertet wurden. Daher gibt es mehr Gegenpunkte als Pluspunkte.
| Pl. | Verein                         | Jahre | Sp. | S  | U | N  | T+  | T- | Diff. | Punkte | Ø-Pkt. | Titel | Spielzeiten        |
| --- | ------------------------------ | ----- | --- | -- | - | -- | --- | -- | ----- | ------ | ------ | ----- | ------------------ |
| 1.  | SC Erfurt                      | 4     | 27  | 24 | 1 | 2  | 101 | 24 | +77   | 49:50  | 1,81   | 1     | 1905–1909          |
| 2.  | FC Carl Zeiss Jena             | 3     | 24  | 17 | 0 | 7  | 78  | 55 | +23   | 34:14  | 1,42   | 0     | 1906–1909          |
| 3.  | BC Teutonia 1902 Ilversgehofen | 4     | 25  | 11 | 3 | 11 | 56  | 58 | −2    | 25:25  | 1      | 0     | 1905–1909          |
| 4.  | FC Germania 1899 Mühlhausen    | 3     | 15  | 7  | 1 | 7  | 39  | 24 | +15   | 15:15  | 1      | 0     | 1905–1907, 1908/09 |
| 5.  | SC 1903 Weimar                 | 3     | 17  | 7  | 1 | 9  | 7   | 46 | −39   | 15:19  | 0,88   | 0     | 1905/06, 1907–1909 |
| 6.  | BC Vimaria 1903 Weimar         | 1     | 6   | 2  | 2 | 2  | 11  | 14 | −3    | 6:60   | 1      | 0     | 1908/09            |
| 7.  | BC 1900 Erfurt                 | 2     | 11  | 2  | 1 | 8  | 7   | 28 | −21   | 5:17   | 0,45   | 0     | 1905/06            |
| 8.  | FC Borussia Erfurt             | 1     | 5   | 1  | 2 | 2  | 9   | 20 | −11   | 4:60   | 0,8    | 0     | 1908/09            |
| 9.  | FC Britannia Erfurt            | 2     | 15  | 1  | 2 | 12 | 15  | 26 | −11   | 4:26   | 0,27   | 0     | 1907–1909          |
| 10. | FC Wartburg Eisenach           | 1     | 2   | 1  | 0 | 1  | 0   | 0  | ±0    | 2:20   | 1      | 0     | 1908/09            |
| 11. | FC 01 Gotha                    | 2     | 12  | 1  | 0 | 11 | 1   | 5  | −4    | 2:22   | 0,17   | 0     | 1907–1909          |
| 12. | FV Saalfeld 1906               | 1     | 5   | 0  | 1 | 4  | 2   | 24 | −22   | 1:90   | 0,2    | 0     | 1908/09            |
| 13. | FC Teutonia Mühlhausen         | 1     | 2   | 0  | 0 | 2  | 6   | 8  | −2    | 0:40   | 0      | 0     | 1908/09            |